# Mistrzostwa Polski w Judo 2000
44. edycja Mistrzostw Polski w judo odbyła się w dniach 3 – 4 czerwca 2000 roku w Rybniku bez kategorii open. 26 grudnia 2000 roku w Bytomiu rozegrano mistrzostwa Polski OPEN (mężczyźni w kategoriach do 75 kg i powyżej 75 kg, kobiety w kategoriach do 60 kg i powyżej 60 kg).

## Medaliści 44 mistrzostw Polski

### Kobiety
| Konkurencja:    | Złoto:                          | Srebro:                                  | Brąz:                                                                     |
| 48 kg           | Anna Żemła-Krajewska AZS Gdańsk | Monika Cabaj Gwardia Bielsko-Biała       | Agnieszka Zabrocka Gwardia Bielsko-Biała Anna Byczek AZS Wrocław          |
| 52 kg           | Barbara Krzywda Żak Kielce      | Anna Augustyn Jordan Kraków              | Jolanta Wojnarowicz AZS Opole Barbara Bukowska MKS Czechowice-Dziedzice   |
| 57 kg           | Iwona Machałek AZS Gdańsk       | Anna Adamczewska AZS Wrocław             | Inga Gołaszewska Narew Łapy Magdalena Rainczuk AZS Gdańsk                 |
| OPEN (do 60 kg) | Magdalena Rainczuk              | Iwona Michałek                           | Bożena Hinca Anna Adamczewska                                             |
| 63 kg           | Beata Wolska AZS Gdańsk         | Ewa Iwańska Zryw Toruń                   | Irena Tokarz AZS Wrocław Paulina Rainczuk Czarni Bytom                    |
| 70 kg           | Adriana Dadci AZS-AWF Gdańsk    | Agnieszka Chlipała Gwardia Bielsko-Biała | Aneta Szczepańska Olimpia Włocławek Joanna Bednarska AZS Gdańsk           |
| 78 kg           | Anna Koroza AZS Łódź            | Agnieszka Czepukojć AZS Gdańsk           | Magdalena Marek AZS Poznań Izabela Lubczyńska AZS Wrocław                 |
| +78 kg          | Beata Maksymow AZS Wrocław      | Małgorzata Górnicka AZS Wrocław          | Katarzyna Białkowska Start Skierniewice Barbara Siemieniuk Orzeł Warszawa |
| OPEN (+ 60 kg)  | Beata Maksymow AZS Wrocław      | Izabela Lubczyńska AZS Wrocław           | Małgorzata Górnicka AZS Wrocław                                           |

### mężczyźni
| Konkurencja:    | Złoto:                                | Srebro:                           | Brąz:                                                                  |
| 60 kg           | Mateusz Michałek Czarni Bytom         | Adam Skulte Czarni Bytom          | Rafał Libera Śląsk Wrocław Wojciech Wysocki Czarni Bytom               |
| 66 kg           | Jarosław Lewak Gwardia Warszawa       | Robert Zaczkiewicz Wisła Kraków   | Dariusz Tabisz Śląsk Wrocław Jacek Kamiński Śląsk Wrocław              |
| 73 kg           | Krzysztof Wiłkomirski AZS UW Warszawa | Robert Trędowski Gwardia Warszawa | Sebastian Lewandowski AZS-AWF Gdańsk Piotr Sadowski Czarni Bytom       |
| OPEN (do 75 kg) | Krzysztof Wiłkomirski                 | Jarosław Lewak                    | Adam Zajkowski Robert Trędowski                                        |
| 81 kg           | Bronisław Wołkowicz AZS Gliwice       | Robert Krawczyk Czarni Bytom      | Waldemar Banaszak Wybrzeże Gdańsk Jarosław Lewandowski WTJ Włocławek   |
| 90 kg           | Przemysław Matyjaszek Czarni Bytom    | Artur Kejza Polonia Rybnik        | Paweł Smoliniec AZS-AWF Gdańsk Krzysztof Trzebiatowski Yawara Warszawa |
| 100 kg          | Paweł Sitarski Gwardia Warszawa       | Tomasz Szewczak AZS-AWF Gdańsk    | Jarosław Poździk Flota Gdynia Mariusz Jaszewski AZS-AWF Gdańsk         |
| +100 kg         | Janusz Wojnarowicz Czarni Bytom       | Ireneusz Kwieciński AZS Gliwice   | Jarosław Jańczak Wybrzeże Gdańsk Grzegorz Eitel Gwardia Warszawa       |
| OPEN (+ 75 kg)  | Przemysław Matyjaszek Czarni Bytom    | Janusz Wojnarowicz Czarni Bytom   | Robert Krawczyk Czarni Bytom Piotr Golus Czarni Bytom                  |